# La Chambre 11
La Chambre 11 est une nouvelle de Guy de Maupassant, parue en 1884. 

## Historique
La Chambre 11 est une nouvelle d'abord publiée dans le Gil Blas du 9 décembre 1884, puis reprise dans le recueil Toine.

## Résumé
Madame Amandon, épouse d'un haut dignitaire de province, dissimule sous une apparence modeste et chaste un tempérament ardent, un caractère décidé et un sens affirmé de l'organisation. La garnison locale lui offre un vivier abondant et fréquemment renouvelé pour y choisir ses amants, opération qu'elle mène selon une stratégie pragmatique, discrète et bien rodée. La chambre 11 à l'auberge du Cheval d'Or est celle où elle retrouve secrètement ses heureux élus. C'est aussi celle où elle sera démasquée dans des circonstances dramatiques.

## Édition
La Chambre 11, dans Maupassant, Contes et Nouvelles, tome II, texte établi et annoté par Louis Forestier, éditions Gallimard, Bibliothèque de la Pléiade, 1979  (ISBN 978 2 07 010805 3)

## Adaptation à la télévision
- 2008 : La Chambre 11, épisode 7, saison 2, réalisé par Jacques Santamaria, de la série télévisée française Chez Maupassant, avec Clotilde Courau et Vincent Martinez